# Интрига (литература)
Интри́га (фр. intrigue, от лат. intrico — «запутываю») — способ организации действия литературного произведения, выраженный в том, что действующее лицо (лица) стремится осуществить план, противоречащий интересам другого лица (лиц). События произведения организуются вокруг этого противостояния.
Интрига в литературе может носить как любовный, так и политический или иной характер. Интрига является частью композиции и подчиняется стилю произведения.
Интрига способствует развитию драматического действия, однако преобладание интриги над раскрытием характеров ведёт к снижению реализма.